# Erling Lindboe
Erling Lindboe (* 18. September 1910 in Trondheim; † 24. Dezember 1973 ebenda) war ein norwegischer Eisschnellläufer.
Lindboe, der für den Trondheim SK startete, errang im Jahr 1930 bei der Mehrkampf-Europameisterschaft in Trondheim den 11. Platz und bei der norwegischen Meisterschaft den achten Platz. Bei Weltmeisterschaften startete er bei der Mehrkampf-Weltmeisterschaft 1931 in Helsinki und bei der Mehrkampf-Weltmeisterschaft 1932 in Lake Placid, beendete diese Wettbewerbe aber vorzeitig. Bei den Olympischen Winterspielen 1932 in Lake Placid nahm er an zwei Wettbewerben teil, schied aber bei beiden in den Vorläufen aus. In der Saison 1932/33 kam er bei der Mehrkampf-Weltmeisterschaft 1933 in Oslo auf den 11. Platz und bei der Mehrkampf-Europameisterschaft 1933 in Wyborg auf den vierten Rang. In den folgenden Jahren belegte er bei norwegischen Meisterschaften 1934 den sechsten Platz, 1935 den fünften Rang und 1936 den zehnten Platz. Von 1956 bis 1965 war er Vorstandsmitglied des Norwegischen Eislaufverbandes.

## Persönliche Bestleistungen
| Disziplin | Zeit        | Datum            | Ort   |
| --------- | ----------- | ---------------- | ----- |
| 500 m     | 44,4 s      | 1936             |       |
| 1500 m    | 2:25,0 min  | 11. Januar 1936  | Hamar |
| 5000 m    | 8:50,3 min  | 11. Februar 1933 | Oslo  |
| 10000 m   | 18:19,6 min | 11. Februar 1933 | Oslo  |